# 四方 (演員)
四方（本名蔡明坤，1971年9月4日—），為台灣本土劇男演員。

## 电视剧
| 頻道       | 年份   | 劇名                             | 飾演          |
| 中視       | 1996年 | 《大巡按蕃薯官》                 | 複數角色      |
| 中視       | 2000年 | 《封神榜》                       | 茶古          |
| 三立台灣台 | 1999年 | 《戲說台灣》                     | 複數角色      |
| 三立台灣台 | 2000年 | 《九龍傳說》                     | 彭根旺        |
| 三立台灣台 | 2006年 | 《天下第一味》                   | 阿不拉        |
| 三立台灣台 | 2012年 | 《雨夜花》                       | 山貓          |
| 三立台灣台 | 2013年 | 《孤戀花》                       | 阿文          |
| 三立台灣台 | 2019年 | 《炮仔聲》                       | 劉大師 (客串) |
| 三立台灣台 | 2022年 | 《一家團圓》                     | 風水師 (客串) |
| 台視       | 1999年 | 《台灣廖添丁》                   | 阿義          |
| 台視       |        | 玫瑰瞳鈴眼                       | 複數角色      |
| 台視       | 2005年 | 蝴蝶密碼                         | 複數角色      |
| 台視       | 2011年 | 《家有四千金》                   | 娘娘腔        |
| 民視       | 1999年 | 《富貴在天》                     | 領班 (客串)   |
| 民視       | 2002年 | 《愛情風味屋》                   | 阿燦          |
| 民視       | 2002年 | 人間走馬燈《公雞拜堂》           | 古呆          |
| 民視       | 2003年 | 《日正當中》                     | 檢察官 (客串) |
| 民視       | 2003年 | 藍色水玲瓏                       | 複數角色      |
| 民視       | 2004年 | 《慾望人生》                     | 手下 (客串)   |
| 民視       | 2004年 | 《意難忘》                       | 麥可 (客串)   |
| 民視       | 2005年 | 紅色女人花《內壢驚魂夫人》       | 李國展        |
| 民視       | 2005年 | 關鍵時刻                         | 複數角色      |
| 民視       | 2005年 | 《浪淘沙》                       | 醫師 (客串)   |
| 民視       | 2007年 | 《愛》                           | 海生          |
| 民視       | 2007年 | 《濟公》                         | 方世財        |
| 民視       | 2008年 | 《娘家》                         | 呂俊德 (客串) |
| 民視       | 2010年 | 《夜市人生》                     | 洪立委 (客串) |
| 民視       | 2014年 | 《龍飛鳳舞》                     | 悟相師父      |
| 民視       | 2014年 | 《廉政英雄》第三十一單元：枕邊人 | 王勝哲        |
| 民視       | 2017年 | 《幸福來了》                     | 師父 (客串)   |
| 民視       | 2024年 | 《愛的榮耀》                     | 曾亮光 (光頭) |
| 八大電視台 | 2004年 | 第一劇場                         | 複數角色      |
| 八大電視台 | 2014年 | 民間劇場                         | 複數角色      |
| 大愛電視台 | 2000年 | 《心蓮》                         |               |
| 大愛電視台 | 2000年 | 《米苔目傳奇》                   |               |
| 大愛電視台 | 2001年 | 《真愛父子情》                   |               |
| 大愛電視台 | 2007年 | 《春暖花蓮》                     | 劉哥          |
| 大愛電視台 | 2008年 | 《走過好味道》                   |               |
| 大愛電視台 | 2008年 | 《竹音深處》                     | 石智元        |
| 大愛電視台 | 2009年 | 《醫世情》                       |               |
| 大愛電視台 | 2009年 | 《玉里的春天》                   |               |
| 大愛電視台 | 2012年 | 《靠岸》                         | 阿標友        |
| 大愛電視台 | 2015年 | 《最美的雲彩》                   | 鐘烱元        |
| 華視       | 2011年 | 《艋舺燿輝》                     | 水銀          |

## 外部連結
- 四方的Facebook專頁（官方）